# Miloš Šimončič
Miloš Šimončič (sinh 27 tháng 5 năm 1987) là một tiền vệ bóng đá Slovakia hiện tại thi đấu cho FC Nitra. Câu lạc bộ cũ của anh là SC Ritzing.